# Disturbio del condado de Jenkins de 1919
El disturbio del condado de Jenkins de 1919 tuvo lugar el domingo 13 de abril de 1919 en el condado de Jenkins, en el estado de Georgia (Estados Unidos). Este ocurrió cuando una serie de malentendidos y eventos fuera de control se tradujeron en dos policías blancos que murieron. En represalia, una turba de blancos devastó la comunidad negra, quemó sus edificios edificios comunitarios y mató a al menos a cuatro personas.

## Antecedentes
El evento comenzó en Iglesia Bautista Carswell Grove, una iglesia negra, que estaba celebrando su aniversario. A este habían asistido predicadores de varios condados y los Caballeros de Pythias estaban presentes en uniforme, el coro estaba dando una actuación especial, y seguiría una parrillada. : 1 Se esperaban más de 3000 asistentes; fue una de las reuniones más grandes del occidente de Georgia. : 1–2 
Joe Ruffin era un próspero granjero y distinguido masón negro, "uno de los negros más ricos del condado de Jenkins". Debía haber sido el mariscal del evento.

## El disturbio
Ruffin conducía hacia la celebración de la iglesia cuando tuvo que detenerse debido a la congestión de gente. Entonces se detuvo junto a Ruffin un automóvil en el que iban W. Clifford Brown, un ayudante del sheriff del condado de Jenkins, Thomas Stevens, un mariscal de policía de Millen, cuya presencia fuera de su jurisdicción no tiene explicación, y el amigo de Joe, Edmund Scott, esposado. Estaban allí en busca de alcohol; Georgia había sido un estado seco desde 1907. Al no haber encontrado ninguno, arrestaron a Scott por tener una pistola.
Ruffin sacó una chequera para cubrir la fianza de 400 dólares de Scott, pero el policía Brown, "quien según los libros blancos tenía mal genio", dijo que se necesitaba efectivo. Esa cantidad de efectivo no estaba disponible los domingos, y dijo se llevaba a Scott. Ruffin metió la mano en el coche para sacar a Scott, pero Brown sacó su arma. Golpeó a Ruffin en la cara con esta, y el arma se disparó y golpeó a Ruffin en la cabeza, dejándolo inconsciente pero sin causarle lesiones graves. Louis, el hijo de Joe, recién dado de baja del ejército de los Estados Unidos, pensó que su padre había sido asesinado. Louis Ruffin, en consecuencia, disparó y mató a Brown, en represalia. Otros disparos hirieron a Stevens, después de lo cual fue golpeado hasta la muerte. Scott, en medio de los disparos, murió accidentalmente.
"Cientos de hombres blancos" llegaron a Carswell Grove cuando se difundió la noticia de los asesinatos. "Muchos de estos permanecieron afuera toda la noche". Quemaron la iglesia y el coche de Ruffin y lincharon a dos de los hijos de Ruffin, ya sea quemándolos hasta la muerte o arrojando sus cuerpos al fuego después de haberlos matado. Las tres logias masónicas negras en Millen fueron quemadas. Las turbas blancas vagaron por el condado durante días. El New-York Tribune informó que se habían incendiado siete iglesias negras. El Tribune también informó que un séptimo hombre fue sacado de la prisión de Millen y linchado.
Las seis muertes incluyeron a dos policías blancos y cuatro hombres negros: Scott, dos hijos de Ruffin, Henry y John, y Willie Williams, el amigo de Joe, que había estado en el lugar y también fue linchado. Louis, el hijo de Joe, huyó y, a pesar de la recompensa, nunca fue detenido.

## El destino de Joe Ruffin
Ruffin estaba seguro de que lo lincharían, y las noticias confirman que lo habría sido. (Georgia lideró la nación en linchamientos en 1918). Así que se escondió y luego se entregó al alguacil MG Johnston, que había llegado. Johnston lo llevó a la ciudad grande más cercana, Augusta, por seguridad y allí fue puesto en la cárcel.
Una turba se dirigió a Augusta para linchar a Ruffin. Fue trasladado por seguridad a la cárcel de Aiken, donde permaneció durante dos semanas, registrado con un nombre falso. Una turba de unos 30 georgianos llegó a Aiken pero aceptó la declaración del carcelero de que Ruffin no estaba allí. Fue procesado por los asesinatos de los dos oficiales; no se presentaron cargos contra ningún blanco.
Ruffin contrató "al mejor abogado blanco que pudo encontrar". : 75 Se le concedió un cambio de sede a Savannah. Primero fue juzgado por matar a Stevens, declarado culpable y sentenciado a la horca. Una moción para un nuevo juicio tuvo éxito, y fue absuelto. Luego fue juzgado por el asesinato de Brown y nuevamente absuelto. "Tan fuerte era el sentimiento en el condado de Jenkins que se encontró una acusación acusándolo del asesinato de su amigo Scott". Fue juzgado por el asesinato de Scott, fue declarado culpable de homicidio y condenado a 15 años de prisión. La Corte Suprema de Georgia anuló eso y ordenó un nuevo juicio, que nunca se celebró. La opinión pública presionó al Poder Judicial, y fue acusado acusado, condenado y multado con 500 dólares por malversación de fondos: aunque nunca escribió un cheque, había exhibido el talonario de cheques de una iglesia de la que era tesorero. : 260–261  Después de que sus amigos pagaran la multa, en 1923 era un hombre libre. Empobrecido después de sus gastos legales, tuvo que mudarse a Carolina del Sur por razones de seguridad. : 266 